# 若被溫柔包圍
《若被溫柔包圍》（日语：／ yasashisa ni tsutsumareta nara */?）為日本女歌手松任谷由實於1974年發行的個人第3張單曲（當時以其舊名「荒井由實」名義發表）。

## 概要
作品是當時松任谷由實受糖果公司不二家委託，為了新上市的艾克力軟糖所創作的歌曲。廣告歌曲版本與專輯版本的最後一句歌詞不同，分別為「映入眼前的皆是你的一切」及「映入眼前的皆是訊息」。
在歌曲發行十數年後，因1989年的吉卜力工作室動畫《魔女宅急便》採用為片尾曲，再度以單曲CD格式發行。
之後在2001年12月，再被上野之森美術館選為展示現代藝術博物館館藏的廣告歌曲。
JR東日本發行Suica時的一個電視廣告，也以此曲作為主題曲。

## 收錄專輯
- MISSLIM：松任谷由實個人第2張專輯，1974年10月5日發行。
- 魔女宅急便原聲帶：1989年8月25日發行。
- YUMING BRAND：松任谷由實首張精選輯，1976年6月20日發行。
- sweet,bitter sweet〜YUMING BALLAD BEST：松任谷由實精選輯之一，2001年11月14日發行。
- Yuming THE GREATEST HITS：松任谷由實精選輯之一，2002年3月20日發行。
- SEASONS COLOURS -春夏撰曲集-：松任谷由實精選輯之一，2007年3月7日發行。
- 吉卜力工作室歌集：2008年11月26日發行。

## 翻唱者
- 山下久美子：收錄於2005年專輯《Duets》
- 植村花菜：收錄於2006年同名單曲
- SOTTE BOSSE：收錄於2007年專輯《innocent view》
- 瀧田樹里：收錄於2007年動畫《偶像大師》週邊動畫專輯《Your Song》
- 中西保志：收錄於2009年專輯
- 美吉田月：收錄於2009年專輯《Ska Flavor#2》
- 松本梨香：收錄於2009年專輯
- 立川俊之：收錄於2010年專輯
- 坂本真綾：收錄於2010年單曲《DOWN TOWN/若是被溫柔擁抱》
- Imaginary Flying Machines：收錄於2011年專輯《Princess Ghibli》※死亡金屬音樂版本翻唱
- 蘆田愛菜：收錄於2011年專輯《Happy Smile!》